# تری‌متیل‌سیلیل پروپانوئیک اسید
تری‌متیل‌سیلیل پروپانوئیک اسید (به انگلیسی: Trimethylsilyl propanoic acid) با فرمول شیمیایی C۶H۱۴O۲Si (acid), C۶H۱۳O۲Si- (anion) یک ترکیب شیمیایی با شناسه پاب‌کم ۷۹۷۶۴ است. که جرم مولی آن ۱۴۶٫۲۶ g/mol می‌باشد. شکل ظاهری این ترکیب، مایع بی‌رنگ است.